# Exechonella albilitus
Exechonella albilitus är en mossdjursart som beskrevs av Tilbrook 2006. Exechonella albilitus ingår i släktet Exechonella och familjen Exechonellidae. Inga underarter finns listade i Catalogue of Life.